# Promotie (hoorspel)
Promotie is een hoorspel van Rudolf Schlabach. Aufstiegsfeier werd op 17 februari 1973 uitgezonden door de Sender Freies Berlin. Het werd vertaald door Marguerite Rambonnet en uitgezonden door de NCRV op maandag 12 januari 1976, van 22:45 uur tot 23:00 uur. De regisseur was Ab van Eyk.

## Rolbezetting
- René Lobo (Zagermann)
- Trudy Libosan (zijn vrouw)

## Inhoud
Mevrouw Zagermann heeft een klein feestje voorbereid, daar haar man werkmeester geworden is. Meneer Zagermann wil echter helemaal niet feesten: zijn rivaal voor de betrekking van werkmeester is na het bericht dat hij niet kon bevorderd worden onder een auto gekomen; de collega’s geven Zagermann de schuld voor diens dood. Mevrouw Zagermann verstaat de kunst, alles weer in het juiste daglicht te stellen, de schuld uit te wissen en de verantwoordelijkheid op anderen af te schuiven...